# Norberto Alonso
Norberto Osvaldo Alonso (Vicente López, 1953. január 4. –) világbajnok argentin válogatott labdarúgó. 
Az argentin válogatott tagjaként részt vett az 1978-as világbajnokságon.

## Sikerei, díjai
River Plate
- Argentin bajnok (6): 1975 Nacional, 1975 Metropolitano, 1979 Metropolitano, 1980 Metropolitano, 1981 Nacional, 1985-86
- Copa Libertadores (1): 1986
- Interkontinentális kupagyőztes (1): 1986

Argentína
- Világbajnok (1): 1978